# Gugney-aux-Aulx
 Gugney-aux-Aulx  es una población y comuna francesa, en la región de Lorena, departamento de Vosgos, en el distrito de Épinal y cantón de Dompaire.

## Demografía
| 164 | 146 | 151 | 139 | 115 | 133 |
| Para los censos de 1962 a 1999 la población legal corresponde a la población sin duplicidades (Fuente: INSEE [Consultar]) |     |     |     |     |     |